# Tàrrega
Tàrrega (em catalão e oficialmente) ou Tárrega (em castelhano) é um município da Espanha na província de Lérida, comunidade autónoma da Catalunha. Tem 88,4 km² de área e em 2021 tinha 17 649 habitantes (densidade: 199,6 hab./km²). É a capital da comarca de Urgel.

## Demografia
| Variação demográfica do município entre 1991 e 2004 [carece de fontes?] | Variação demográfica do município entre 1991 e 2004 [carece de fontes?] | Variação demográfica do município entre 1991 e 2004 [carece de fontes?] | Variação demográfica do município entre 1991 e 2004 [carece de fontes?] |
| ----------------------------------------------------------------------- | ----------------------------------------------------------------------- | ----------------------------------------------------------------------- | ----------------------------------------------------------------------- |
| 1991                                                                    | 1996                                                                    | 2001                                                                    | 2004                                                                    |
| 11233                                                                   | 11855                                                                   | 12848                                                                   | 13999                                                                   |